# أيمن عواد محمود أبو فارس
أيمن عواد محمود أبو فارس (29 يناير 1988 عمان الأردن - ) هو لاعب كرة قدم أردني يلعب كمهاجم.